# Ligne Tarumi
La ligne Tarumi (樽見線, Tarumi-sen) est l'unique ligne ferroviaire de la compagnie Tarumi Railway, dans la préfecture de Gifu au Japon. Elle relie la gare d'Ōgaki à Ōgaki à la gare de Tarumi à Motosu.

## Histoire
La ligne est ouverte par les Japanese National Railways en 1956 entre Ōgaki et Tanigumiguchi. Elle est prolongée à Kōmi en 1958.
En 1984, la ligne est cédée à la compagnie Tarumi Railway, qui la prolonge jusqu'à Tarumi en 1989.

## Caractéristiques

### Ligne
- Longueur : 34,5 km
- Ecartement : 1 067 mm
- Nombre de voies : Voie unique

### Liste des gares
| Gare            | Nom japonais | Distance (km) | Correspondances                          | Localisation |
| --------------- | ------------ | ------------- | ---------------------------------------- | ------------ |
| Ōgaki           | 大垣         | 0             | JR Central : Tōkaidō Yoro Railway : Yōrō | Ōgaki        |
| Higashi-Ōgaki   | 東大垣       | 2,7           |                                          | Ōgaki        |
| Yokoya          | 横屋         | 4,5           |                                          | Mizuho       |
| Jūkujō          | 十九条       | 5,5           |                                          | Mizuho       |
| Mieji           | 美江寺       | 7,5           |                                          | Mizuho       |
| Kitagata-Makuwa | 北方真桑     | 10,8          |                                          | Motosu       |
| Morera-Gifu     | モレラ岐阜   | 12,5          |                                          | Motosu       |
| Itonuki         | 糸貫         | 13,4          |                                          | Motosu       |
| Motosu          | 本巣         | 16,2          |                                          | Motosu       |
| Oribe           | 織部         | 17,5          |                                          | Motosu       |
| Kochibora       | 木知原       | 20,2          |                                          | Motosu       |
| Tanigumi-guchi  | 谷汲口       | 21,6          |                                          | Ibigawa      |
| Kōmi            | 神海         | 23,6          |                                          | Motosu       |
| Takashina       | 高科         | 25,2          |                                          | Ibigawa      |
| Nabera          | 鍋原         | 26,4          |                                          | Motosu       |
| Hinata          | 日当         | 28,3          |                                          | Motosu       |
| Takao (ja)      | 高尾         | 30,5          |                                          | Motosu       |
| Midori          | 水鳥         | 32,5          |                                          | Motosu       |
| Tarumi          | 樽見         | 34,5          |                                          | Motosu       |